# Argentinië op de Olympische Zomerspelen 2020
Argentinië neemt deel aan de Olympische Zomerspelen 2020 in Tokio, Japan.

## Medailleoverzicht
| Medaille | Naam | Sport     | Onderdeel     | Datum      |
| -------- | --- | --------- | ------------- | ---------- |
| Zilver   | Victoria Granatto María José Granatto Michaela Retegui Delfina Merino Agustina Gorzelany Victoria Sauze Sofía Toccalino Valentina Raposo Agustina Albertario Eugenia Trinchinetti Valentina Costa Biondi Rocío Sánchez Moccia Noel Barrionuevo Belén Succi Julieta Jankunas Agostina Alonso | Hockey    | vrouwen       | 6 augustus |
| Brons    | Marcos Moneta Santiago Mare Santiago Álvarez Luciano Gonzalez Gastón Revol Lautaro Bazán Velez Matías Osadchuck Rodrigo Isgro Lucio Cinti Ignacio Mendy Germán Schulz Rodrigo Etchart | rugby     | mannen        | 28 juli    |
| Brons    | Sebastian Solé Matías Sánchez Ezequiel Palacios Bruno Lima Santiago Danani Martín Ramos Augustín Loser Federico Pereyra Facundo Conte Nicolás Méndez Cristian Poglajen Luciano De Cecco | Volleybal | zaal (mannen) | 7 augustus |

## Atleten
Hieronder volgt een overzicht van de atleten die zich reeds hebben verzekerd van deelname aan de Olympische Zomerspelen 2020.
| sport            | Mannen | Vrouwen | totaal |
| ---------------- | ------ | ------- | ------ |
| Atletiek         | 3      | 2       | 5      |
| Basketbal        | 12     | 0       | 12     |
| Boksen           | 4      | 1       | 5      |
| Golf             | 0      | 1       | 1      |
| Gymnastiek       | 0      | 1       | 1      |
| Handbal          | 14     | 0       | 14     |
| Hockey           | 16     | 16      | 32     |
| Judo             | 1      | 1       | 2      |
| Kanovaren        | 3      | 1       | 4      |
| Moderne vijfkamp | 1      | 0       | 1      |
| Paardensport     | 3      | 0       | 3      |
| Roeien           | 0      | 2       | 2      |
| Rugby            | 13     | 0       | 13     |
| Schermen         | 0      | 1       | 1      |
| Schietsport      | 2      | 2       | 4      |
| Surfen           | 1      | 0       | 1      |
| Taekwondo        | 1      | 0       | 1      |
| Tafeltennis      | 2      | 0       | 2      |
| Tennis           | 5      | 1       | 6      |
| Triatlon         | 0      | 1       | 1      |
| Voetbal          | 18     | 0       | 18     |
| Volleybal        | 14     | 14      | 28     |
| Wielersport      | 2      | 1       | 3      |
| Worstelen        | 1      | 0       | 1      |
| Zeilen           | 3      | 4       | 7      |
| Zwemmen          | 1      | 3       | 4      |
| totaal           | 120    | 52      | 172    |

## Sporten

### Atletiek
Mannen
Loopnummers
| atleet        | onderdeel | series | series | kwartfinale | kwartfinale | halve finale | halve finale | finale  | finale |
| atleet        | onderdeel | tijd   | rang   | tijd        | rang        | tijd         | rang         | tijd    | rang   |
| ------------- | --------- | ------ | ------ | ----------- | ----------- | ------------ | ------------ | ------- | ------ |
| Joaquín Arbe  | marathon  | n.v.t. | n.v.t. | n.v.t.      | n.v.t.      | n.v.t.       | n.v.t.       | 2:21.15 | 52     |
| Eulalio Muñoz | marathon  | n.v.t. | n.v.t. | n.v.t.      | n.v.t.      | n.v.t.       | n.v.t.       | 2:16.35 | 30     |

Technische nummers
| atleet              | onderdeel            | kwalificaties | kwalificaties | finale         | finale         |
| atleet              | onderdeel            | afstand       | rang          | afstand        | rang           |
| ------------------- | -------------------- | ------------- | ------------- | -------------- | -------------- |
| Germán Chiaraviglio | polsstokhoogspringen | DNS           | DNS           | niet geplaatst | niet geplaatst |

Vrouwen
Loopnummers
| atlete                 | onderdeel           | series  | series | kwartfinale | kwartfinale | halve finale | halve finale | finale         | finale         |
| atlete                 | onderdeel           | tijd    | rang   | tijd        | rang        | tijd         | rang         | tijd           | rang           |
| ---------------------- | ------------------- | ------- | ------ | ----------- | ----------- | ------------ | ------------ | -------------- | -------------- |
| Belén Casetta          | 3000 m steeplechase | 9.52,89 | 12     | n.v.t.      | n.v.t.      | n.v.t.       | n.v.t.       | niet geplaatst | niet geplaatst |
| Marcela Cristina Gomes | marathon            | n.v.t.  | n.v.t. | n.v.t.      | n.v.t.      | n.v.t.       | n.v.t.       | 2:44.09        | 61             |

### Basketbal

#### Team
Mannen
| Olympiër | Discipline | Resultaat   | Prestatie |
| --- | ---------- | ----------- | --------- |
| Fransisco Caffaro Facundo Campazzo Juan Pablo Vaulet Patricio Garino Leandro Bolmaro Marcus Delía Tayavek Gallizzi Gabriel Deck Nico Laprovíttola Nicolás Brussino Luca Vildoza Luis Scola | team       | kwartfinale | zie onder |

| Groep |            |             |             |             |             |            |            |            |        |
| #     | Land       | Wedstrijden | Wedstrijden | Wedstrijden | Wedstrijden | Doelpunten | Doelpunten | Doelpunten | Punten |
| #     | Land       | GW          | W           | G           | V           | V          | T          | Saldo      | Punten |
| 1     | Slovenië   | 4           | 3           | 0           | 0           | 329        | 268        | +61        | 6      |
| 2     | Spanje     | 4           | 2           | 0           | 1           | 256        | 243        | +13        | 4      |
| 3     | Argentinië | 4           | 1           | 0           | 2           | 268        | 276        | -8         | 2      |
| 4     | Japan      | 4           | 0           | 0           | 3           | 235        | 301        | -66        | 0      |

| Ronde           | Datum      | Lokale tijd | MEZT       | Land      | Score          | Land       |  |
| --------------- | ---------- | ----------- | ---------- | --------- | -------------- | ---------- |  |
| groepsfase      |            |             |            |           |                |            |  |
| 26 juli 2021    | 13:40      | 06:40       | Slovenië   | 118 - 100 | Argentinië     |            |  |
| 29 juli 2021    | 21:00      | 14:00       | Spanje     | 81 - 71   | Argentinië     |            |  |
| 1 augustus 2021 | 13:40      | 06:40       | Argentinië | 97 - 77   | Japan          |            |  |
|                 |            |             |            |           |                |            |  |
| kwartfinale     | 3 augustus | 21:00       | 14:00      | Australië | 97 - 59        | Argentinië |  |
|                 |            |             |            |           |                |            |  |
| halve finale    |            |             |            |           | niet geplaatst |            |  |
|                 |            |             |            |           |                |            |  |
| finale          |            |             |            |           | niet geplaatst |            |  |

### Boksen
Mannen
| atleet                 | onderdeel     | eerste ronde           | tweede ronde           | kwartfinale            | halve finale           | finale                 | finale         |
| atleet                 | onderdeel     | tegenstander resultaat | tegenstander resultaat | tegenstander resultaat | tegenstander resultaat | tegenstander resultaat | rang           |
| ---------------------- | ------------- | ---------------------- | ---------------------- | ---------------------- | ---------------------- | ---------------------- | -------------- |
| Ramon Nicanor Quiroga  | vlieggewicht  | Escobar V 0-5          | niet geplaatst         | niet geplaatst         | niet geplaatst         | niet geplaatst         | niet geplaatst |
| Mirco Jehuil Cuello    | vedergewicht  | Shadalov W 3-2         | Butdee V 1-4           | niet geplaatst         | niet geplaatst         | niet geplaatst         | niet geplaatst |
| Brian Arregui          | weltergewicht | Johnson V 2-3          | niet geplaatst         | niet geplaatst         | niet geplaatst         | niet geplaatst         | niet geplaatst |
| Fransisco Daniel Veron | middengewicht | Chartoi W 5-0          | Cedeño V 2-3           | niet geplaatst         | niet geplaatst         | niet geplaatst         | niet geplaatst |

Vrouwen
| atlete         | onderdeel    | eerste ronde           | tweede ronde           | kwartfinale            | halve finale           | finale                 | finale         |
| atlete         | onderdeel    | tegenstander resultaat | tegenstander resultaat | tegenstander resultaat | tegenstander resultaat | tegenstander resultaat | rang           |
| -------------- | ------------ | ---------------------- | ---------------------- | ---------------------- | ---------------------- | ---------------------- | -------------- |
| Dayana Sánchez | lichtgewicht | bye                    | Potkonen V 1-4         | niet geplaatst         | niet geplaatst         | niet geplaatst         | niet geplaatst |

### Golf
Vrouwen
| atlete                 | onderdeel | eerste ronde | tweede ronde | derde ronde | vierde ronde | totaal | totaal | totaal |
| atlete                 | onderdeel | score        | score        | score       | score        | score  | par    | rang   |
| ---------------------- | --------- | ------------ | ------------ | ----------- | ------------ | ------ | ------ | ------ |
| Magdalena Simmermacher | vrouwen   | 76           | 70           | 78          | 76           | 300    | +16    | 58     |

### Gymnastiek

#### Turnen
Vrouwen
| atlete             | onderdeel | kwalificatie | kwalificatie | kwalificatie | kwalificatie | kwalificatie | kwalificatie | finale         | finale         | finale         | finale         | finale         | finale         |
| atlete             | onderdeel | toestel      | toestel      | toestel      | toestel      | totaal       | positie      | toestel        | toestel        | toestel        | toestel        | totaal         | positie        |
| atlete             | onderdeel | sprong       | brug         | balk         | vloer        | totaal       | positie      | sprong         | brug           | balk           | vloer          | totaal         | positie        |
| ------------------ | --------- | ------------ | ------------ | ------------ | ------------ | ------------ | ------------ | -------------- | -------------- | -------------- | -------------- | -------------- | -------------- |
| Abigail Magistrati | meerkamp  | 13.366       | 11.533       | 11.233       | 12.133       | 48.265       | 69           | niet geplaatst | niet geplaatst | niet geplaatst | niet geplaatst | niet geplaatst | niet geplaatst |

### Handbal
Mannen
| Olympiër | Onderdeel | Resultaat  | Prestatie |
| --- | --------- | ---------- | --------- |
| Sebastián Simonet Juan Manuel Bar Federico Gastón Fernandez Gaston Mouriño Leonel Maciel Lucas Moscariello Ignacio Pizarro Pedro Martinez Cami Ramiro Marínez Pablo Simonet Diego Simonet Nicolás Bonanno Pablo Vainstein Federico Pizarro | mannen    | groepsfase | zie onder |

| Groep |            |             |             |             |             |            |            |            |        |
| #     | Land       | Wedstrijden | Wedstrijden | Wedstrijden | Wedstrijden | Doelpunten | Doelpunten | Doelpunten | Punten |
| #     | Land       | G           | W           | G           | V           | V          | T          | Saldo      | Punten |
| 1     | Frankrijk  | 5           | 4           | 0           | 1           | 162        | 148        | +14        | 8      |
| 2     | Spanje     | 5           | 4           | 0           | 1           | 155        | 142        | +13        | 8      |
| 3     | Duitsland  | 5           | 3           | 0           | 2           | 146        | 131        | +15        | 6      |
| 4     | Noorwegen  | 5           | 3           | 0           | 2           | 136        | 132        | +4         | 6      |
| 5     | Brazilië   | 5           | 1           | 0           | 4           | 128        | 145        | -17        | 2      |
| 6     | Argentinië | 5           | 0           | 0           | 5           | 125        | 154        | -29        | 0      |

| Ronde        | Datum      | Lokale tijd | MEZT      | Land    | Score          | Land |  |
| ------------ | ---------- | ----------- | --------- | ------- | -------------- | ---- |  |
| groepsfase   |            |             |           |         |                |      |  |
| 24 juli      | 11:00      | 04:00       | Frankrijk | 33 - 27 | Argentinië     |      |  |
| 26 juli      | 11:00      | 04:00       | Duitsland | 33 - 25 | Argentinië     |      |  |
| 28 juli      | 16:15      | 09:15       | Noorwegen | 27 - 23 | Argentinië     |      |  |
| 30 juli      | 09:00      | 02:00       | Brazilië  | 25 - 23 | Argentinië     |      |  |
| 1 augustus   | 14:15      | 07:15       | Spanje    | 36 - 27 | Argentinië     |      |  |
|              |            |             |           |         |                |      |  |
| kwartfinale  | 3 augustus |             |           |         | niet geplaatst |      |  |
|              |            |             |           |         |                |      |  |
| halve finale | 5 augustus |             |           |         | niet geplaatst |      |  |
|              |            |             |           |         |                |      |  |
| finale       | 7 augustus |             |           |         | niet geplaatst |      |  |

### Hockey
Mannen
| Olympiër | Onderdeel | Resultaat   | Prestatie |
| --- | --------- | ----------- | --------- |
| Lucas Rossi Lucas Vila Ignacio Ortiz Juan Manuel Vivaldi Nicolás Cicileo Augstin Mazzilli Nahuel Salis Lucas Martínez Maico Casella Pedro Ibarra Juan Martín López Nicolás Keenan Thomas Habif Diego Paz Matías Rey Leandro Tolino | mannen    | kwartfinale | zie onder |

| Groep |               |             |             |             |             |            |            |            |        |
| #     | Land          | Wedstrijden | Wedstrijden | Wedstrijden | Wedstrijden | Doelpunten | Doelpunten | Doelpunten | Punten |
| #     | Land          | GW          | W           | G           | V           | V          | T          | Saldo      | Punten |
| 1     | Australië     | 5           | 4           | 1           | 0           | 22         | 9          | +13        | 13     |
| 2     | India         | 5           | 4           | 0           | 1           | 15         | 13         | +2         | 12     |
| 3     | Argentinië    | 5           | 2           | 1           | 2           | 10         | 11         | -1         | 7      |
| 4     | Spanje        | 5           | 1           | 2           | 2           | 9          | 10         | -1         | 5      |
| 5     | Nieuw-Zeeland | 5           | 1           | 1           | 3           | 11         | 16         | -5         | 4      |
| 6     | Japan         | 5           | 0           | 1           | 4           | 10         | 18         | -8         | 1      |

| Ronde        | Datum      | Lokale tijd | MEZT       | Land      | Score          | Land       |  |
| ------------ | ---------- | ----------- | ---------- | --------- | -------------- | ---------- |  |
| groepsfase   |            |             |            |           |                |            |  |
| 24 juli      | 12:15      | 05:15       | Argentinië | 1 - 1     | Spanje         |            |  |
| 25 juli      | 19:00      | 12:00       | Argentinië | 2 - 1     | Japan          |            |  |
| 27 juli      | 09:30      | 02:30       | Australië  | 5 - 2     | Argentinië     |            |  |
| 29 juli      | 09:30      | 02:30       | India      | 3 - 1     | Argentinië     |            |  |
| 30 juli      | 19:00      | 12:00       | Argentinië | 4 - 1     | Nieuw-Zeeland  |            |  |
|              |            |             |            |           |                |            |  |
| kwartfinale  | 1 augustus | 09:30       | 02:30      | Duitsland | 3 - 1          | Argentinië |  |
|              |            |             |            |           |                |            |  |
| halve finale | 3 augustus |             |            |           | niet geplaatst |            |  |
|              |            |             |            |           |                |            |  |
| finale       | 5 augustus |             |            |           | niet geplaatst |            |  |

Vrouwen
| Olympiër | Onderdeel | Resultaat | Prestatie |
| --- | --------- | --------- | --------- |
| Victoria Granatto María José Granatto Michaela Retegui Delfina Merino Agustina Gorzelany Victoria Sauze Sofía Toccalino Valentina Raposo Agustina Albertario Eugenia Trinchinetti Valentina Costa Biondi Rocío Sánchez Moccia Noel Barrionuevo Belén Succi Julieta Jankunas Agostina Alonso | vrouwen   | Zilver    | zie onder |

| Groep |               |             |             |             |             |            |            |            |        |
| #     | Land          | Wedstrijden | Wedstrijden | Wedstrijden | Wedstrijden | Doelpunten | Doelpunten | Doelpunten | Punten |
| #     | Land          | GW          | W           | G           | V           | V          | T          | Saldo      | Punten |
| 1     | Australië     | 5           | 5           | 0           | 0           | 13         | 1          | +12        | 15     |
| 2     | Spanje        | 5           | 3           | 0           | 2           | 9          | 8          | +1         | 9      |
| 3     | Argentinië    | 5           | 3           | 0           | 2           | 8          | 8          | 0          | 9      |
| 4     | Nieuw-Zeeland | 5           | 2           | 0           | 3           | 8          | 8          | +1         | 6      |
| 5     | China         | 5           | 2           | 0           | 3           | 9          | 16         | -7         | 6      |
| 6     | Japan         | 5           | 0           | 0           | 5           | 6          | 13         | -7         | 0      |

| Ronde        | Datum      | Lokale tijd | MEZT          | Land       | Score      | Land       |  |
| ------------ | ---------- | ----------- | ------------- | ---------- | ---------- | ---------- |  |
| groepsfase   |            |             |               |            |            |            |  |
| 25 juli      | 12:15      | 05:15       | Nieuw-Zeeland | 3 - 0      | Argentinië |            |  |
| 26 juli      | 19:00      | 12:00       | Argentinië    | 3 - 0      | Spanje     |            |  |
| 28 juli      | 19:00      | 12:00       | Argentinië    | 3 - 2      | China      |            |  |
| 29 juli      | 20:45      | 13:45       | Argentinië    | 2 - 1      | Japan      |            |  |
| 31 juli      | 11:45      | 04:45       | Australië     | 2 - 0      | Argentinië |            |  |
|              |            |             |               |            |            |            |  |
| kwartfinale  | 2 augustus | 09:30       | 02:30         | Argentinië | 3 - 0      | Duitsland  |  |
|              |            |             |               |            |            |            |  |
| halve finale | 4 augustus | 19:00       | 12:00         | Argentinië | 2 - 1      | India      |  |
|              |            |             |               |            |            |            |  |
| finale       | 6 augustus | 19:00       | 12:00         | Nederland  | 3 - 1      | Argentinië |  |

### Judo
Mannen
| atleet           | onderdeel | eerste ronde         | tweede ronde         | derde ronde          | kwartfinale          | halve finale         | herkansing           | finale / BM          | finale / BM    |
| atleet           | onderdeel | tegenstander uitslag | tegenstander uitslag | tegenstander uitslag | tegenstander uitslag | tegenstander uitslag | tegenstander uitslag | tegenstander uitslag | rang           |
| ---------------- | --------- | -------------------- | -------------------- | -------------------- | -------------------- | -------------------- | -------------------- | -------------------- | -------------- |
| Emmanuel Lucenti | −81 kg    | n.v.t.               | Ivanov V 100 - 000   | niet geplaatst       | niet geplaatst       | niet geplaatst       | niet geplaatst       | niet geplaatst       | niet geplaatst |

Vrouwen
| atleet       | onderdeel | eerste ronde         | tweede ronde         | derde ronde          | kwartfinale          | halve finale         | herkansing           | finale / BM          | finale / BM    |
| atleet       | onderdeel | tegenstander uitslag | tegenstander uitslag | tegenstander uitslag | tegenstander uitslag | tegenstander uitslag | tegenstander uitslag | tegenstander uitslag | rang           |
| ------------ | --------- | -------------------- | -------------------- | -------------------- | -------------------- | -------------------- | -------------------- | -------------------- | -------------- |
| Paula Pareto | −48 kg    | n.v.t.               | Whitebooi W 100-001  | Stangar W 100-000    | Tonaki V 101-000     | niet geplaatst       | Costa V 012-000      | niet geplaatst       | niet geplaatst |

### Kanovaren
Mannen
Slalom
| atlete      | onderdeel  | series | series | series | series | series    | series | kwartfinale    | kwartfinale    | halve finale   | halve finale   | finale         | finale         |
| atlete      | onderdeel  | run 1  | rang   | run 2  | rang   | beste run | rang   | tijd           | rang           | tijd           | rang           | tijd           | rang           |
| ----------- | ---------- | ------ | ------ | ------ | ------ | --------- | ------ | -------------- | -------------- | -------------- | -------------- | -------------- | -------------- |
| Lucas Rossi | K-1 slalom | 103.02 | 19     | 98.29  | 16     | 98.29     | 21     | niet geplaatst | niet geplaatst | niet geplaatst | niet geplaatst | niet geplaatst | niet geplaatst |

Sprint
| atleet           | onderdeel  | series   | series | kwartfinale | kwartfinale | halve finale | halve finale | finale   | finale |
| atleet           | onderdeel  | tijd     | rang   | tijd        | rang        | tijd         | rang         | tijd     | rang   |
| ---------------- | ---------- | -------- | ------ | ----------- | ----------- | ------------ | ------------ | -------- | ------ |
| Rubén Voisard    | K-1 200 m  | 35,059   | 2      | bye         | bye         | 36,552       | 7 FB         | 36,775   | 7      |
| Augustín Vernice | K-1 1000 m | 3.40,430 | 2      | bye         | bye         | 3.24,734     | 4            | 3.28,503 | 8      |

Vrouwen
Sprint
| atleet       | onderdeel | series   | series | kwartfinale | kwartfinale | halve finale   | halve finale   | finale         | finale         |
| atleet       | onderdeel | tijd     | rang   | tijd        | rang        | tijd           | rang           | tijd           | rang           |
| ------------ | --------- | -------- | ------ | ----------- | ----------- | -------------- | -------------- | -------------- | -------------- |
| Brenda Rojas | K-1 200 m | 43,802   | 6      | 44,876      | 6           | niet geplaatst | niet geplaatst | niet geplaatst | niet geplaatst |
| Brenda Rojas | K-1 500 m | 1.54,541 | 4      | 1.51,822    | 3           | 1.58,301       | 7              | niet geplaatst | niet geplaatst |

### Moderne vijfkamp
Mannen
| atleet            | onderdeel        | schermen (degen) | schermen (degen) | schermen (degen) | schermen (degen) | zwemmen (200 m vrije slag) | zwemmen (200 m vrije slag) | zwemmen (200 m vrije slag) | paardrijden (springen) | paardrijden (springen) | paardrijden (springen) | combinatie: schieten/lopen (10 m luchtpistool)/(3200 m) | combinatie: schieten/lopen (10 m luchtpistool)/(3200 m) | combinatie: schieten/lopen (10 m luchtpistool)/(3200 m) | totaal punten | rang |
| atleet            | onderdeel        | RR               | BR               | rang             | punten           | tijd                       | rang                       | punten                     | strafpunten            | rang                   | punten                 | tijd                                                    | rang                                                    | punten                                                  | totaal punten | rang |
| ----------------- | ---------------- | ---------------- | ---------------- | ---------------- | ---------------- | -------------------------- | -------------------------- | -------------------------- | ---------------------- | ---------------------- | ---------------------- | ------------------------------------------------------- | ------------------------------------------------------- | ------------------------------------------------------- | ------------- | ---- |
| Sergio Villamayor | moderne vijfkamp | 166              | 0                | 33               | 456              | 2.10,34                    | 35                         | 290                        | 89.33                  | 27                     | 270                    | 11.42,61                                                | 27                                                      | 1324                                                    | 1324          | 30   |

### Paardensport

#### Springen
| ruiter                                         | paard         | onderdeel   | kwalificatie | kwalificatie | finale         | finale         |
| ruiter                                         | paard         | onderdeel   | strafpunten  | rang         | strafpunten    | rang           |
| ---------------------------------------------- | ------------- | ----------- | ------------ | ------------ | -------------- | -------------- |
| José Maria Larocca                             | Finn Lente    | individueel | 8            | 44           | niet geplaatst | niet geplaatst |
| Martin Dopazo                                  | Quintino 9    | individueel | 10           | 52           | niet geplaatst | niet geplaatst |
| Fabian Sejanes                                 | Emir          | individueel | 13           | 57           | niet geplaatst | niet geplaatst |
| Fabian Sejanes Martin Dopazo Matias Albarracin | zie hierboven | team        | 27           | 10           | 49             | 7              |

### Roeien
Vrouwen
| atlete                         | onderdeel          | series  | series | herkansingen | herkansingen | kwartfinale | kwartfinale | halve finale | halve finale | finale  | finale |
| atlete                         | onderdeel          | tijd    | rang   | tijd         | rang         | tijd        | rang        | tijd         | rang         | tijd    | rang   |
| ------------------------------ | ------------------ | ------- | ------ | ------------ | ------------ | ----------- | ----------- | ------------ | ------------ | ------- | ------ |
| Milka Kraljev Evelyn Silvestro | lichte dubbel-twee | 7.29,27 | 6 H    | 7.39,53      | 4 FC         | n.v.t.      | n.v.t.      | n.v.t.       | n.v.t.       | 7.05,82 | 13     |

Legenda: FA=finale A (medailles); FB=finale B (geen medailles); FC=finale C (geen medailles); FD=finale D (geen medailles); FE=finale E (geen medailles); FF=finale F (geen medailles); HA/B=halve finale A/B; HC/D=halve finale C/D; HE/F=halve finale E/F; KF=kwartfinale; H=herkansing

### Rugby
Mannen
| Olympiër | Discipline | Resultaat | Prestatie |
| --- | ---------- | --------- | --------- |
| Marcos Moneta Santiago Mare Santiago Álvarez Luciano Gonzalez Gastón Revol Lautaro Bazán Velez Matías Osadchuck Rodrigo Isgro Lucio Cinti Ignacio Mendy Germán Schulz Rodrigo Etchart | mannen     | Brons     | zie onder |

| Groep A |               |             |             |             |             |            |            |            |        |
| #       | Land          | Wedstrijden | Wedstrijden | Wedstrijden | Wedstrijden | Doelpunten | Doelpunten | Doelpunten | Punten |
| #       | Land          | GW          | W           | G           | V           | V          | T          | Saldo      | Punten |
| 1       | Nieuw-Zeeland | 3           | 3           | 0           | 0           | 99         | 31         | +68        | 9      |
| 2       | Argentinië    | 3           | 2           | 0           | 1           | 99         | 54         | +45        | 7      |
| 3       | Australië     | 3           | 1           | 0           | 2           | 73         | 48         | +25        | 5      |
| 4       | Zuid-Korea    | 3           | 0           | 0           | 3           | 10         | 148        | -138       | 3      |

| Ronde          | Datum   | Lokale tijd | MEZT          | Land       | Score      | Land             |
| -------------- | ------- | ----------- | ------------- | ---------- | ---------- | ---------------- |
| groepsfase     |         |             |               |            |            |                  |
| 26 juli 2021   | 10:00   | 03:00       | Argentinië    | 29 - 19    | Australië  |                  |
| 26 juli 2021   | 17:30   | 10:30       | Nieuw-Zeeland | 35 - 14    | Argentinië |                  |
| 27 juli 2021   | 10:00   | 03:00       | Argentinië    | 56 - 0     | Zuid-Korea |                  |
|                |         |             |               |            |            |                  |
| kwartfinale    | 27 juli | 18:30       | 11:30         | Argentinië | 19 - 14    | Zuid-Afrika      |
|                |         |             |               |            |            |                  |
| halve finale   | 28 juli | 11:30       | 04:30         | Fiji       | 26 - 14    | Argentinië       |
|                |         |             |               |            |            |                  |
| bronzen finale | 28 juli | 17:30       | 10:30         | Argentinië | 17 - 12    | Groot-Brittannië |

### Schermen
Vrouwen
| atlete                    | onderdeel | eerste ronde         | tweede ronde         | derde ronde          | kwartfinale          | halve finale         | finale / BM          | finale / BM    |
| atlete                    | onderdeel | tegenstander uitslag | tegenstander uitslag | tegenstander uitslag | tegenstander uitslag | tegenstander uitslag | tegenstander uitslag | rang           |
| ------------------------- | --------- | -------------------- | -------------------- | -------------------- | -------------------- | -------------------- | -------------------- | -------------- |
| María Belén Pérez Maurice | sabel     | N.V.T                | Márton V 15-12       | niet geplaatst       | niet geplaatst       | niet geplaatst       | niet geplaatst       | niet geplaatst |

### Schietsport
Mannen
| atleet           | onderdeel               | kwalificaties | kwalificaties | finale         | finale         |
| atleet           | onderdeel               | punten        | rang          | punten         | rang           |
| ---------------- | ----------------------- | ------------- | ------------- | -------------- | -------------- |
| Alexis Eberhardt | 10 m luchtgeweer        | 622.6         | 33            | niet geplaatst | niet geplaatst |
| Alexis Eberhardt | 50 m geweer 3 houdingen | 1152          | 34            | niet geplaatst | niet geplaatst |
| Federico Gil     | skeet                   | 120           | 17            | niet geplaatst | niet geplaatst |

Vrouwen
| atlete         | onderdeel        | kwalificaties | kwalificaties | finale         | finale         |
| atlete         | onderdeel        | punten        | rang          | punten         | rang           |
| -------------- | ---------------- | ------------- | ------------- | -------------- | -------------- |
| Fernanda Russo | 10 m luchtgeweer | 618.9         | 40            | niet geplaatst | niet geplaatst |
| Melisa Gil     | skeet            | 115           | 18            | niet geplaatst | niet geplaatst |

Gemengd
| atleet                          | onderdeel        | kwalificaties | kwalificaties | finale         | finale         |
| atleet                          | onderdeel        | punten        | rang          | punten         | rang           |
| ------------------------------- | ---------------- | ------------- | ------------- | -------------- | -------------- |
| Alexis Eberhardt Fernanda Russo | 10 m luchtgeweer | 618.2         | 27            | niet geplaatst | niet geplaatst |

### Surfen
Mannen
| atlete        | onderdeel | eerste ronde | eerste ronde | tweede ronde | tweede ronde | derde ronde          | kwartfinale          | halve finale         | finale / BM          | finale / BM    |
| atlete        | onderdeel | tijd         | rang         | tijd         | rang         | tegenstander uitslag | tegenstander uitslag | tegenstander uitslag | tegenstander uitslag | rang           |
| ------------- | --------- | ------------ | ------------ | ------------ | ------------ | -------------------- | -------------------- | -------------------- | -------------------- | -------------- |
| Leandro Usuna | surfen    | 8.27         | 4            | 9.67         | 5            | niet geplaatst       | niet geplaatst       | niet geplaatst       | niet geplaatst       | niet geplaatst |

### Taekwondo
Mannen
| atleet       | onderdeel | eerste ronde         | kwartfinale          | halve finale         | herkansing           | finale / BM          | finale / BM |
| atleet       | onderdeel | tegenstander uitslag | tegenstander uitslag | tegenstander uitslag | tegenstander uitslag | tegenstander uitslag | rang        |
| ------------ | --------- | -------------------- | -------------------- | -------------------- | -------------------- | -------------------- | ----------- |
| Lucas Guzmán | -58 kg    | Woolley W 22-19      | Hadipour W 26-6      | Dell'Aquila V 10-29  | n.v.t.               | Artamonov V 10-15    |             |

### Tafeltennis
Mannen
| atleet            | onderdeel | voorronde            | eerste ronde                           | tweede ronde                                       | derde ronde          | vierde ronde         | kwartfinale          | halve finale         | finale / BM          | finale / BM    |
| atleet            | onderdeel | tegenstander uitslag | tegenstander uitslag                   | tegenstander uitslag                               | tegenstander uitslag | tegenstander uitslag | tegenstander uitslag | tegenstander uitslag | tegenstander uitslag | rang           |
| ----------------- | --------- | -------------------- | -------------------------------------- | -------------------------------------------------- | -------------------- | -------------------- | -------------------- | -------------------- | -------------------- | -------------- |
| Gaston Alto       | enkelspel | n.v.t.               | Robles V 11-8, 4-11, 12-14, 2-11, 7-11 | niet geplaatst                                     | niet geplaatst       | niet geplaatst       | niet geplaatst       | niet geplaatst       | niet geplaatst       | niet geplaatst |
| Horacio Cifuentes | enkelspel | n.v.t.               | Shing W 11-2, 11-5, 12-10, 11-6        | Chuang V 11-5, 3-11, 11-13, 11-9, 11-5, 8-11, 7-11 | niet geplaatst       | niet geplaatst       | niet geplaatst       | niet geplaatst       | niet geplaatst       | niet geplaatst |

### Tennis
Mannen
| atleet                           | onderdeel  | eerste ronde              | tweede ronde                          | derde ronde                | kwartfinale          | halve finale         | finale / BM          | finale / BM    |                |
| atleet                           | onderdeel  | tegenstander uitslag      | tegenstander uitslag                  | tegenstander uitslag       | tegenstander uitslag | tegenstander uitslag | tegenstander uitslag | rang           |                |
| -------------------------------- | ---------- | ------------------------- | ------------------------------------- | -------------------------- | -------------------- | -------------------- | -------------------- | -------------- | -------------- |
| Diego Schwartzman                | enkelspel  | Varillas W 7-5, 6-4       | Machác W 6-4, 7-5                     | Chatsjanov V 1-6, 6-2, 1-6 | niet geplaatst       | niet geplaatst       | niet geplaatst       | niet geplaatst |                |
| Facundo Bagnis                   | enkelspel  | Köpfer V 6-3, 3-6, 5-7    | niet geplaatst                        | niet geplaatst             | niet geplaatst       | niet geplaatst       | niet geplaatst       | niet geplaatst |                |
| Federico Coria                   | enkelspel  | Kukushkin V 6(4)-7, 5-7   | niet geplaatst                        | niet geplaatst             | niet geplaatst       | niet geplaatst       | niet geplaatst       | niet geplaatst |                |
| Fransisco Cerúndolo              | enkelspel  | Broady V 5-7, 7-6(4), 2-6 | niet geplaatst                        | niet geplaatst             | niet geplaatst       | niet geplaatst       | niet geplaatst       | niet geplaatst |                |
| Diego Schwartzman Facundo Bagnis | dubbelspel | n.v.t.                    | Krawietz / Pütz V 2-6, 1-6            | niet geplaatst             | niet geplaatst       | niet geplaatst       | niet geplaatst       | niet geplaatst | niet geplaatst |
| Andrés Molteni Horacio Zeballos  | dubbelspel | n.v.t.                    | Murray / Skupski V 7-6(3), 4-6, 11-13 | niet geplaatst             | niet geplaatst       | niet geplaatst       | niet geplaatst       | niet geplaatst | niet geplaatst |

Vrouwen
| atlete          | onderdeel | eerste ronde                       | tweede ronde            | derde ronde          | kwartfinale          | halve finale         | finale / BM          | finale / BM    |
| atlete          | onderdeel | tegenstander uitslag               | tegenstander uitslag    | tegenstander uitslag | tegenstander uitslag | tegenstander uitslag | tegenstander uitslag | rang           |
| --------------- | --------- | ---------------------------------- | ----------------------- | -------------------- | -------------------- | -------------------- | -------------------- | -------------- |
| Nadia Podoroska | enkelspel | Poetintseva W 7-6(4), 1-3 (opgave) | Aleksandrova W 6-1, 6-3 | Badosa V 2-6, 3-6    | niet geplaatst       | niet geplaatst       | niet geplaatst       | niet geplaatst |

Gemengd
| atleet                           | onderdeel  | eerste ronde         | tweede ronde         | derde ronde                 | kwartfinale          | halve finale         | finale / BM          | finale / BM    |                |
| atleet                           | onderdeel  | tegenstander uitslag | tegenstander uitslag | tegenstander uitslag        | tegenstander uitslag | tegenstander uitslag | tegenstander uitslag | rang           |                |
| -------------------------------- | ---------- | -------------------- | -------------------- | --------------------------- | -------------------- | -------------------- | -------------------- | -------------- | -------------- |
| Horacio Zeballos Nadia Podoroska | dubbelspel | n.v.t.               | n.v.t.               | Peers / Barty V 1-6, 6(3)-7 | niet geplaatst       | niet geplaatst       | niet geplaatst       | niet geplaatst | niet geplaatst |

### Triatlon
| Atleet          | Evenement | Zwemmen(1.5 km) | Rang 1 | Fietsen (40 km) | Rang 2 | Lopen(10 km) | Totaal Tijd | Ranking |
| --------------- | --------- | --------------- | ------ | --------------- | ------ | ------------ | ----------- | ------- |
| Romina Biagioli | vrouwen   | 20.09           | 41     | 1:06.06         | 31     | 40.06        | 2:07.42     | 33      |

### Voetbal

#### Mannen
| Olympiër | Discipline | Resultaat  | Prestatie |
| --- | ---------- | ---------- | --------- |
| Carlos Fernando Valenzuela Fransisco Ortega Ezequiel Ponce Hernan de la Fuento Ezequiel Barco Jeremias Ledesma Martin Payero Fausto Vera Tomas Belmonte Santiago Colombatto Adolfo Gaich Alexis Mac Allister Nehuén Pérez Marcelo Herera Facundo Medina Leonel Mosevich Lautaro Morales | mannen     | groepsfase | zie onder |

| Groep F |            |             |             |             |             |            |            |            |        |
| #       | Land       | Wedstrijden | Wedstrijden | Wedstrijden | Wedstrijden | Doelpunten | Doelpunten | Doelpunten | Punten |
| #       | Land       | G           | W           | G           | V           | V          | T          | Saldo      | Punten |
| 1       | Spanje     | 3           | 1           | 2           | 0           | 2          | 1          | +1         | 5      |
| 2       | Egypte     | 3           | 1           | 1           | 1           | 2          | 1          | +1         | 4      |
| 3       | Argentinië | 3           | 1           | 1           | 1           | 2          | 3          | -1         | 4      |
| 4       | Australië  | 3           | 1           | 0           | 2           | 2          | 3          | -1         | 3      |

| Ronde        | Datum | Lokale tijd | MEZT       | Land           | Score      | Land |
| ------------ | ----- | ----------- | ---------- | -------------- | ---------- | ---- |
| Groepsfase   |       |             |            |                |            |      |
| 22 juli      | 12:30 | 05:30       | Australië  | 2 - 0          | Argentinië |      |
| 25 juli      | 09:30 | 02:30       | Argentinië | 1 - 0          | Egypte     |      |
| 28 juli      | 20:00 | 13:00       | Spanje     | 1 - 1          | Argentinië |      |
| Kwartfinale  |       |             |            |                |            |      |
| 31 juli      |       |             |            | niet geplaatst |            |      |
| Halve finale |       |             |            |                |            |      |
| 3 augustus   |       |             |            | niet geplaatst |            |      |
| Finale       |       |             |            |                |            |      |
| 7 augustus   |       |             |            | niet geplaatst |            |      |

### Volleybal

#### Beachvolleybal
Mannen
| atleten                         | onderdeel | eerste ronde                                                                                              | eerste ronde | herkansingen         | achtste finale       | kwartfinale          | halve finale         | finale / BM          | finale / BM    |
| atleten                         | onderdeel | tegenstander uitslag                                                                                      | stand        | tegenstander uitslag | tegenstander uitslag | tegenstander uitslag | tegenstander uitslag | tegenstander uitslag | rang           |
| ------------------------------- | --------- | --- | ------------ | -------------------- | -------------------- | -------------------- | -------------------- | -------------------- | -------------- |
| Julián Azaad Nicolás Capogrosso | mannen    | Cerutti - Filho V 16-21, 17-21 Meeuwsen - Brouwer V 14-21, 14-21 Lucena - Dalhausser V 19-21, 21-18, 6-15 | 4            | niet geplaatst       | niet geplaatst       | niet geplaatst       | niet geplaatst       | niet geplaatst       | niet geplaatst |

Vrouwen
| atleten                     | onderdeel | eerste ronde                                                                                | eerste ronde | herkansingen         | achtste finale       | kwartfinale          | halve finale         | finale / BM          | finale / BM    |
| atleten                     | onderdeel | tegenstander uitslag                                                                        | stand        | tegenstander uitslag | tegenstander uitslag | tegenstander uitslag | tegenstander uitslag | tegenstander uitslag | rang           |
| --------------------------- | --------- | ------------------------------------------------------------------------------------------- | ------------ | -------------------- | -------------------- | -------------------- | -------------------- | -------------------- | -------------- |
| Ana Gallay Fernanda Pereyra | vrouwen   | Lisboa - Bednarczuk V 19-21, 11-21 Wilkerson - Bansley 20-22, 12-21 Wang - Xia 14-21, 13-21 | 4            | niet geplaatst       | niet geplaatst       | niet geplaatst       | niet geplaatst       | niet geplaatst       | niet geplaatst |

#### Zaalvolleybal
Mannen
| Atleten | Discipline | Resultaat | Prestatie |
| --- | ---------- | --------- | --------- |
| Sebastian Solé Matías Sánchez Ezequiel Palacios Bruno Lima Santiago Danani Martín Ramos Augustín Loser Federico Pereyra Facundo Conte Nicolás Méndez Cristian Poglajen Luciano De Cecco | mannen     | Brons     | zie onder |

| # | Ploeg            | Punten | Wedstrijden | Wedstrijden | Wedstrijden | Sets | Sets | Sets  |
| # | Ploeg            | Punten | G           | W           | V           | W    | V    | Ratio |
| - | ---------------- | ------ | ----------- | ----------- | ----------- | ---- | ---- | ----- |
| 1 | Russische ploeg  | 12     | 5           | 4           | 1           | 13   | 5    | +8    |
| 2 | Brazilië         | 10     | 5           | 4           | 1           | 12   | 8    | +4    |
| 3 | Argentinië       | 8      | 5           | 3           | 2           | 12   | 10   | +2    |
| 4 | Frankrijk        | 8      | 5           | 2           | 3           | 10   | 10   | 0     |
| 5 | Verenigde Staten | 6      | 5           | 2           | 3           | 8    | 10   | -2    |
| 6 | Tunesië          | 1      | 5           | 0           | 5           | 3    | 15   | -12   |

| Ronde          | Datum      | Lokale tijd | MEZT            | Land       | Score            | Land       |
| -------------- | ---------- | ----------- | --------------- | ---------- | ---------------- | ---------- |
| Groepsfase     |            |             |                 |            |                  |            |
| 24 juli        | 11:15      | 04:15       | Russische ploeg | 3 - 1      | Argentinië       |            |
| 26 juli        | 21:45      | 14:45       | Brazilië        | 3 - 2      | Argentinië       |            |
| 28 juli        | 14:20      | 07:20       | Argentinië      | 3 - 2      | Frankrijk        |            |
| 30 juli        | 16:25      | 09:25       | Argentinië      | 3 - 2      | Tunesië          |            |
| 1 augustus     | 21:45      | 14:45       | Argentinië      | 3 - 0      | Verenigde Staten |            |
| Kwartfinale    | 3 augustus | 17:00       | 10:00           | Argentinië | 3 - 2            | Italië     |
| Halve finale   | 5 augustus | 21:00       | 14:00           | Frankrijk  | 3 - 0            | Argentinië |
| Bronzen finale | 7 augustus | 13:30       | 06:30           | Argentinië | 3 - 2            | Brazilië   |

Vrouwen
| Atleten | Discipline | Resultaat  | Prestatie |
| --- | ---------- | ---------- | --------- |
| Victoria Mayer Daniela Bulaich Simian Tatiana Rizzo Julieta Lazcono Yamila Nizetich Elina Rodriguez Canedalaria Lucia Herrera Rodriguez Bianca Farriol Eugenia Nosach Erika Mercado Sabrina Soledad Germanier Antonela Fortuna | vrouwen    | groepsfase | zie onder |

| # | Ploeg            | Punten | Wedstrijden | Wedstrijden | Wedstrijden | Sets | Sets | Sets  |
| # | Ploeg            | Punten | G           | W           | V           | W    | V    | Ratio |
| - | ---------------- | ------ | ----------- | ----------- | ----------- | ---- | ---- | ----- |
| 1 | Verenigde Staten | 10     | 5           | 4           | 1           | 12   | 7    | +5    |
| 2 | Italië           | 10     | 5           | 3           | 2           | 11   | 7    | +4    |
| 3 | Turkije          | 9      | 5           | 3           | 2           | 12   | 8    | +4    |
| 4 | Servië           | 9      | 5           | 3           | 2           | 11   | 8    | +3    |
| 5 | China            | 7      | 5           | 2           | 3           | 8    | 9    | -1    |
| 6 | Argentinië       | 0      | 5           | 0           | 5           | 0    | 15   | -15   |

| Ronde        | Datum      | Lokale tijd | MEZT             | Land | Score          | Land |
| ------------ | ---------- | ----------- | ---------------- | ---- | -------------- | ---- |
| Groepsfase   |            |             |                  |      |                |      |
| 25 juli      | 11:05      | 04:05       | Verenigde Staten | 3-0  | Argentinië     |      |
| 27 juli      | 09:00      | 02:00       | Servië           | 3-0  | Argentinië     |      |
| 29 juli      | 09:00      | 02:00       | Italië           | 3-0  | Argentinië     |      |
| 31 juli      | 14:20      | 07:20       | Turkije          | 3-0  | Argentinië     |      |
| 2 augustus   | 16:25      | 09:25       | China            | 3-0  | Argentinië     |      |
| Kwartfinale  | 4 augustus |             |                  |      | niet geplaatst |      |
| Halve finale | 6 augustus |             |                  |      | niet geplaatst |      |
| Finale       | 8 augustus |             |                  |      | niet geplaatst |      |

### Wielersport

#### BMX
Mannen
Race
| atlete         | onderdeel | plaatsingsronde | plaatsingsronde | kwartfinale | kwartfinale | halve finale | halve finale | finale         | finale         |
| atlete         | onderdeel | tijd            | rang            | punten      | rang        | punten       | rang         | tijd           | rang           |
| -------------- | --------- | --------------- | --------------- | ----------- | ----------- | ------------ | ------------ | -------------- | -------------- |
| Nicolas Torres | race      | n.v.t.          | n.v.t.          | 13          | 4           | 13           | 5            | niet geplaatst | niet geplaatst |

#### Mountainbike
Vrouwen
| atlete                | onderdeel    | tijd    | rang |
| --------------------- | ------------ | ------- | ---- |
| Sofia Gomez Villafane | mountainbike | 1.25.13 | 23   |

#### Wegwielrennen
Mannen
| atleet            | onderdeel    | tijd | rang |
| ----------------- | ------------ | ---- | ---- |
| Eduardo Sepúlveda | wegwedstrijd | DNF  | DNF  |

### Worstelen
Mannen
Vrije stijl
| atleet             | onderdeel | eerste ronde         | kwartfinale          | halve finale         | herkansing           | finale / BM          | finale / BM    |
| atleet             | onderdeel | tegenstander uitslag | tegenstander uitslag | tegenstander uitslag | tegenstander uitslag | tegenstander uitslag | rang           |
| ------------------ | --------- | -------------------- | -------------------- | -------------------- | -------------------- | -------------------- | -------------- |
| Agustín Destribats | −65 kg    | Muszukajev V 1-3     | niet geplaatst       | niet geplaatst       | niet geplaatst       | niet geplaatst       | niet geplaatst |

### Zeilen
Mannen
| atleet                     | onderdeel | race | race | race | race | race | race | race | race | race | race | race   | race   | race           | netto punten | eindnotering |
| atleet                     | onderdeel | 1    | 2    | 3    | 4    | 5    | 6    | 7    | 8    | 9    | 10   | 11     | 12     | M              | netto punten | eindnotering |
| -------------------------- | --------- | ---- | ---- | ---- | ---- | ---- | ---- | ---- | ---- | ---- | ---- | ------ | ------ | -------------- | ------------ | ------------ |
| Francisco Guaragna         | Laser     | 13   | 32   | 22   | 12   | 24   | 26   | 36   | 16   | 17   | 11   | n.v.t. | n.v.t. | niet geplaatst | 173          | 24           |
| Facundo Olezza             | Finn      | 5    | 4    | 8    | 5    | 3    | 6    | 16   | 15   | 3    | 3    | n.v.t. | n.v.t. | 16             | 68           | 6            |
| Francisco Saubidet Birkner | RS:X      | 16   | 14   | 19   | 21   | 26   | 17   | 14   | 26   | 22   | 20   | 22     | 21     | niet geplaatst | 212          | 21           |

Vrouwen
| atleet                               | onderdeel    | race | race | race | race | race | race | race | race | race | race | race   | race   | race           | netto punten | eindnotering |
| atleet                               | onderdeel    | 1    | 2    | 3    | 4    | 5    | 6    | 7    | 8    | 9    | 10   | 11     | 12     | M              | netto punten | eindnotering |
| ------------------------------------ | ------------ | ---- | ---- | ---- | ---- | ---- | ---- | ---- | ---- | ---- | ---- | ------ | ------ | -------------- | ------------ | ------------ |
| María Belén Tavella Lourdes Hartkopf | 470          | 22   | 22   | 13   | 19   | 16   | 17   | 16   | 19   | 22   | 16   | n.v.t. | n.v.t. | niet geplaatst | 160          | 20           |
| Maria Sol Branz Victoria Travascio   | 49er FX      | 6    | 9    | 13   | 18   | 17   | 8    | 6    | 1    | 8    | 1    | 7      | 12     | 2              | 90           | 5            |
| Lucía Falasca                        | Laser Radial | 37   | 38   | 27   | 21   | 18   | 14   | 20   | 15   | 40   | 30   | n.v.t. | n.v.t. | niet geplaatst | 220          | 31           |
| María Celia Tejerina                 | RS:X         | 20   | 18   | 21   | 18   | 15   | 21   | 18   | 21   | 16   | 24   | 17     | 22     | niet geplaatst | 207          | 20           |

Gemengd
| atleet                                 | onderdeel | race | race | race | race | race | race | race | race | race | race | race | race | race | netto punten | eindnotering |
| atleet                                 | onderdeel | 1    | 2    | 3    | 4    | 5    | 6    | 7    | 8    | 9    | 10   | 11   | 12   | M    | netto punten | eindnotering |
| -------------------------------------- | --------- | ---- | ---- | ---- | ---- | ---- | ---- | ---- | ---- | ---- | ---- | ---- | ---- | ---- | ------------ | ------------ |
| Santiago Lange Cecilia Carranza Saroli | Nacra 17  | 6    | 2    | 5    | 8    | 4    | 6    | 6    | 14   | 10   | 8    | 11   | 9    | 2    | 77           | 7            |

### Zwemmen
Mannen
| atleet          | onderdeel         | series | series | halve finale   | halve finale   | finale         | finale         |
| atleet          | onderdeel         | tijd   | rang   | tijd           | rang           | tijd           | rang           |
| --------------- | ----------------- | ------ | ------ | -------------- | -------------- | -------------- | -------------- |
| Santiago Grassi | 50 m vrije slag   | 22,67  | 38     | niet geplaatst | niet geplaatst | niet geplaatst | niet geplaatst |
| Santiago Grassi | 100 m vlinderslag | 52,07  | 24     | niet geplaatst | niet geplaatst | niet geplaatst | niet geplaatst |

Vrouwen
| atlete              | onderdeel         | series   | series | halve finale   | halve finale   | finale         | finale         |
| atlete              | onderdeel         | tijd     | rang   | tijd           | rang           | tijd           | rang           |
| ------------------- | ----------------- | -------- | ------ | -------------- | -------------- | -------------- | -------------- |
| Delfina Pignatiello | 800 m vrije slag  | 8.44,85  | 27     | niet geplaatst | niet geplaatst | niet geplaatst | niet geplaatst |
| Delfina Pignatiello | 1500 m vrije slag | 16:33.69 | 29     | niet geplaatst | niet geplaatst | niet geplaatst | niet geplaatst |
| Julia Sebastián     | 100 m schoolslag  | 1.09:35  | 31     | niet geplaatst | niet geplaatst | niet geplaatst | niet geplaatst |
| Julia Sebastián     | 200 m schoolslag  | 2.29,55  | 29     | niet geplaatst | niet geplaatst | niet geplaatst | niet geplaatst |
| Virginia Bardach    | 400 m wisselslag  | 5:01.98  | 27     | niet geplaatst | niet geplaatst | niet geplaatst | niet geplaatst |
| Cecilia Biagioli    | 10 km open water  | n.v.t.   | n.v.t. | n.v.t.         | n.v.t.         | 2:01.31,7      | 12             |